# アーベ (デジタル通貨取引所)
アーベ（英：Aave）とは、中央集権的な金融機関を介さない分散型金融（DeFi）プラットフォームの1つ。ブロックチェーン技術を活用して仮想通貨の金融サービスを提供しており、仮想通貨を預けて運用するだけでなく、預けた仮想通貨を担保として仮想通貨の借り入れを行うことが可能。
独自のガバナンストークンとして、仮想通貨Aaveが存在している。
現時点（2023年10月9日）では、Aaveへの預け入れ金額（TVL）は約48億ドルとなっており、レンディングサービスを提供するDeFiプラットフォームの中で最も多い。EthereumやPolygonを含む9つのブロックチェーンに対応している。

## 歴史
2017年にStani Kulechovがロンドンで開発チームと一緒にETHLendを設立。2018年にAaveとしてローンチを発表し、ETHLendはAaveの子会社となった。
アーベ（Aave）はフィンランド語で「幽霊」を意味しており、匿名で安全に仮想通貨の貸し借りを行うことができることのシンボルとなっている。
2020年12月にバージョン2であるV2がローンチされた。借入と返済を1つのトランザクション内で同時に行うフラッシュローンの改良が行われたり、担保資産のスワップ・固定金利等の新しい機能が追加されたりした。また、債務ポジションがトークン化されるようになった。
2022年3月にバージョン3であるV3がローンチ。異なるブロックチェーン間のクロスチェーン取引を可能にする「Portal」、担保額に対する借入効率を上げる「High Efficency Mode」、新たな上場銘柄に対して借入閾値で制限を掛ける「Isolation mode」、ガス代を最適化する「Gas Optimization」といった機能が追加された。

## プロトコルの概要
Aaveでは個人情報の登録は不要で、ブロックチェーンを活用して匿名で仮想通貨の借り入れが可能。しかし、借入額以上の担保が必要となっており、担保価値が低下すると強制的に清算が実行される。

### 借入限度額（Max LTV, Max Loan to Value）
各銘柄毎に、預け入れた担保額の何パーセントまで借り入れが可能か決まっており、Max Loan to Value(MAX LTV)で確認できる。

### 支払利息（Interest Paid）
Aaveで仮想通貨の借入を行う場合、返済時に利息を支払う。利息金額の計算には、借入の利用割合（Utilization Rate, Ut）が用いられる。預入額に対しての借入割合が高くなっていると、支払う利息が大きくなるようにして需給のバランスを取る。

### 清算閾値（Liquidation Threshold）
清算閾値（LT）は「借入額/預入額」で計算され、各銘柄毎にAaveで定義されている清算閾値に達すると、閾値を下回るように清算（Liquidation）が実行される。

### Health Factor（Hf）
資産全体でHf＝（担保額×清算閾値）/（借入総額）が計算され、Hfが1を下回ると1を上回るように清算が強制的に実行される。

### 清算ペナルティ（Liquidation Penalty）
清算が行われると、担保額の一部が必要な分引き上げられるだけでなく、各仮想通貨毎に定められる割合分の清算ペナルティが追加で徴収される。